# Consumer Electronics Show
CES (преди акроним от Consumer Electronics Show, „Изложба за потребителска електроника“, но сега официално име) е международно изложение за потребителска електроника, провеждащо се всяка година през януари в Лас Вегас, щата Невада, САЩ, поддържано от Consumer Technology Association (американска търговска асоциация за потребителска електроника).

## История
Първото изложение CES се провежда през юни 1967 г. в Ню Йорк.
Между 1978 и 1994 години CES се провежда два пъти през годината: през януари в Лас Вегас като Winter Consumer Electronics Show (WCES) и през юни в Чикаго, щата Илинойс (САЩ) като Summer Consumer Electronics Show (SCES).
От 1995 г. изложението се провежда в Лас Вегас. През 2009 г. то се провежда между 8 и 11 януари, през 2010 – от 7 до 10 януари. През 2012 г. – от 10 до 13 януари.

### 2018
През 2018 г. CES се провежда от 9 до 12 януари, отново в Лас Вегас. Много компании, сред които Amazon, Nvidia и Google вземат участие в събитието.